# Junji Nishizawa
Junji Nishizawa (西澤 淳二 Nishizawa Junji?), född 10 maj 1974 i Tokyo prefektur, är en japansk före detta fotbollsspelare.
Nishizawa började sin karriär 1993 i Verdy Kawasaki. Med Verdy Kawasaki vann han japanska ligan 1993, 1994, japanska ligacupen 1993, 1994 och japanska cupen 1996. 1997 flyttade han till Shimizu S-Pulse. Efter Shimizu S-Pulse spelade han för Kawasaki Frontale, Nagoya Grampus Eight, Kashima Antlers och Consadole Sapporo. Med Kashima Antlers vann han japanska ligan 2002. Han avslutade karriären 2008.